# Didier Astruc
Didier Astruc (Versalles, 9 de juny 1946) és un químic francès, ex Cap de recerca de la Universitat de Rennes I i professor del departament de Nanociències Moleculars i Catàlisi de la Universitat de Bordeus, conegut pels seus treballs en l'activació de la transferència d'electrons, en bateries moleculars dendrímeres, en el reconeixement molecular utilitzant nanopartícules d'or i metal·lodendrímers, i per la utilització de nanoreactors en processos de catàlisi.
Llicenciat en Química per la Universitat de Rennes, va fer el doctorat en química organometàl·lica i estudis postdoctorals al Massachusetts Institute of Technology amb el professor i Premi Nobel de Química Richard Royce Schrock. Tot seguit exercí com a director d'investigació al Centre Nacional de la Recerca Científica i, poc després, com a professor titular de Química de la Universitat de Bordeus, el 1983. De l'any 2000 al 2008 fou membre del Comitè Nacional del CNRS i, del 2000 al 2004, president de la Divisió de Coordinació Química de la Société chimique de France. És membre de la Academia Europaea, de la Deutsche Akademie der Naturforscher Leopoldina, de l'Acadèmia Europea de les Ciències i les Arts, de la European Academy of Sciences i de la Chemical Society of Chemistry.
És autor de nombrosos articles científics com «Gold Nanoparticles: Assembly, Supramolecular Chemistry, Quantum-size Related Properties, and Applications towards Biology, Catalysis and Nanotechnology» (2004), «Metallodendritic Catalysis: Major Concepts and Recent Progress» (2006), «Use of an Electron-reservoir Complex together with Air to Generate N-Heterocyclic Carbenes» (2006) o «Dendrimers: Synthesis, Redox Sensing of Pd (OAc)2, and Remarkable Catalytic Hydrogenation Activity of Precise Pd Nanoparticles Stabilized by 1,2,3-Triazole-Containing Dendrimers», entre d'altres, editor científic de sis obres, d'entre elles Nanoparticles and Catalysis, Méhodes et Techniques de la Chimie Organique o Mechanisms and Processes in Molecular Chemistry i autor dels llibres Electron-Transfer and Radical Processes in Transition-Metal Chemistry (1995), Chimie Organométallique (2002) i Organometallic Chemistry and Catalysis (2007).